# کارگیل

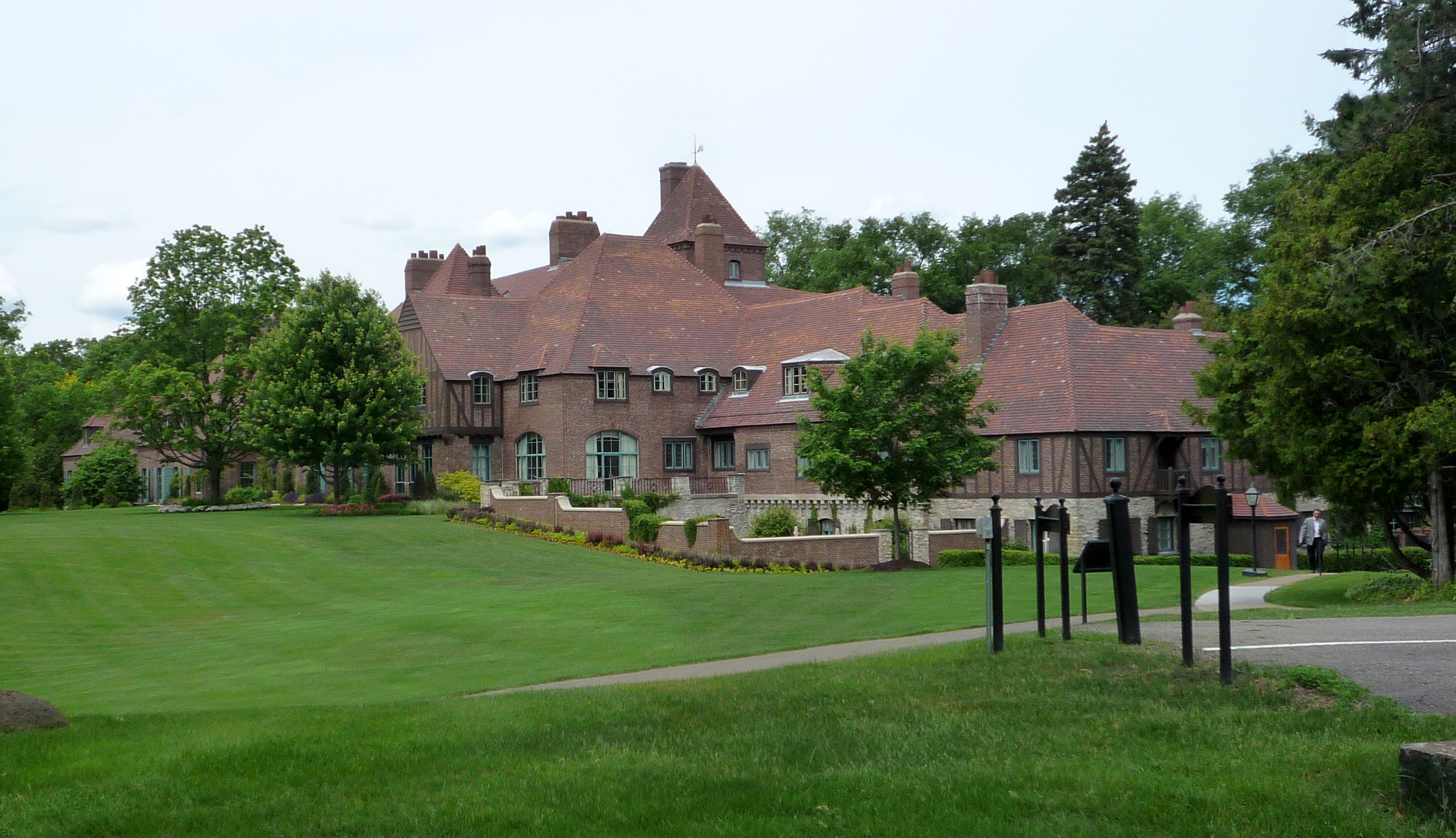
دفتر مرکزی کارگیل در مینه‌تونکا، مینه‌سوتا

کارگیل (به انگلیسی: Cargill) شرکت صنایع غذایی چندملیتی آمریکایی است، که توسط خانواده کارگیل مدیریت می‌شود و مقر اصلی آن در شهر مینه‌تونکا ایالت مینه‌سوتا قرار دارد.
این شرکت در سال ۱۸۶۵ بنا نهاده شد و اکنون از لحاظ میزان درآمد، به عنوان بزرگترین شرکت خصوصی جهان شناخته می‌شود. اگر سهام این شرکت به صورت عمومی واگذار شود و کارگیل را یک شرکت سهامی عام در نظر بگیریم، آنگاه در فهرست فرچون ۵۰۰ با توجه به رتبه‌بندی سال ۲۰۱۳، شرکت کارگیل در رتبه نهم از بزرگترین ‌شرکت‌های عمومی جهان، پس از شرکت فورد و پیش از والرو انرژی قرار می‌گرفت.
برخی از فعالیت‌های اقتصادی کارگیل در زمینه خرید، فروش و توزیع انواع غلات، دانه‌های خوراکی و دیگر کالاهای کشاورزی، تولید خوراک دام، تولید موادغذایی، مانند نشاسته، روغن‌های گیاهی و دیگر روغن‌های خوراکی، برای استفاده در غذاها و همچنین روغن‌های غیرخوراکی، برای مصارف صنعتی می‌باشد. این شرکت همچنین در زمینه تجارت انرژی نیز فعالیت می‌نماید.
کارگیل باقی‌مانده شرکتی متعلق به خانواده‌های کارگیل و مک‌میلان است، که اکنون ۸۵٪ از سهام آن نیز متعلق به نوادگان دو خانواده بنیانگذار این شرکت می‌باشد. عامل اصلی رشد و توسعه کارگیل، مربوط به سرمایه‌گذاری مجدد توسط مالکین شرکت بوده، که این سرمایه از سود حاصل از خود شرکت به‌دست آمده و نه از منابع مالی عمومی شرکت.

## تاریخچه
شرکت تجاری خانوادگی کارگیل در سال ۱۸۶۵ زمانی که «ویلیام کارگیل» یک کشتزار بزرگ در آیووا خریداری کرد، فعالیت خود را آغاز نمود. یک سال بعد سام کارگیل برادر ویلیام، نیز به او پیوست و دو برادر شروع به توسعه تجارت خانواده خود کردند. در سال ۱۸۷۵ این شرکت به ویسکانسین منتقل شد و برادر دیگرشان جیمز نیز، به آن‌ها پیوست.
مالکان شرکت کارگیل از همان آغاز همواره بر آن بودند، که توجه رسانه‌ها را به خود جلب نکنند، که اساسی‌ترین دلیل این مسئله، درآمد عظیم این شرکت خانوادگی هشتاد عضوی بوده‌است. این شرکت که سال‌ها به عنوان یک واسطه در عرضه محصولاتی همچون گندم، ذرت، سویا، شکر و پنبه فعالیت می‌کرد، با خرید ارزان و فروش گران محصولات کشاورزی، به سرمایه بسیاری دست یافت.
شرکت کارگیل به عنوان یکی از غول‌های صنایع کشاورزی، در چند حوزه و صنعت دیگر نیز، فعالیت می‌کند و به همراه شرکت داو کمیکال، برترین شرکت شیمیایی جهان، در طول دهه ۲۰۰۰ میلادی به توسعه و تبدیل شکرهای گیاهی به پلاستیک همت گماشتند، که در نهایت به تبدیل شکر حاصل از ذرت و دیگر گیاهان، به پلاستیکی به نام پلی لاکتید منجر شد. در این فرایند، زنجیره‌ای مشابه زنجیره پلی‌اتیلن ترفتالات، که پلاستیکی پتروشیمیایی است و در بطری نوشابه‌های خانواده و در الیاف لباس‌ها استفاده می‌شود، به دست می‌آید.
در واقع جستجوی محصولات جدید از شکر ذرت، جزئی از فعالیت‌های طبیعی شرکت کارگیل بود، که با استفاده از کارخانه‌های آسیاب مرطوب، دانه‌های ذرت را به محصولات مختلفی مانند شربت با فروکتوز بالای ذرت، اسید سیتریک، روغن نباتی، بیواتانول و غذاهای حیوانات تبدیل می‌کرد.
در سال ۱۹۹۹ کارخانه‌های این شرکت ۳۹ میلیون تن ذرت را فرآوری کردند، که این مقدار تقریباً ۱۵٪ درصد کل برداشت ذرت ایالات متحده در آن سال بود. در آغاز سال ۲۰۰۰ مجموعه «کارگیل- داو» طرحی با سرمایه ۳۰۰ میلیون دلار به منظور تولید انبوه پلاستیک جدیدشان راه‌اندازی کرد. این طرح با نام تجاری نیچر ورکز و برای تولید انبوه پلی‌اتیلن ترفتالات ارائه شد.
این شرکت مالک دو/سوم شرکت «موزاییک» یکی از عرضه‌کنندگان بزرگ فسفات و پتاس بوده و همچنین مالک گروه مالی بزرگی بود، که در سال ۲۰۰۳ به عنوان یک زیرمجموعه از این شرکت جدا شد و با نام «شرکت مدیریت دارایی بلک ریور» ثبت گردید. این شرکت همچنان به ارائه خدمات سرمایه‌گذاری مالی می‌پردازد.
از زمانی که پیمان نفتا بین کشورهای آمریکای شمالی منعقد گردید، صادرات ذرت آمریکایی به مکزیک سه برابر شده و بهای محصولات داخلی ۷۰٪ درصد کاهش یافت. در همین حال صنایع کشاورزی ایالات متحده شاهد سود زودرس و سریع بوده‌اند.
در سال ۲۰۰۸ شرکت کارگیل اعلام کرد، که سود سه‌ماهه سوم این شرکت ۸۶٪ درصد افزایش داشته و به بیش از یک میلیارد دلار رسیده‌است، اما در همین مدت، تقریباً ۱۰۰ میلیون نفر به دلیل افزایش بهای مواد غذایی فقیرتر شدند، گرچه ارتباط مستقیم با این شرکت نمی‌تواند داشته باشد.

## آمار و ارقام
کارگیل دارای بازوی ارائه خدمات مالی بوده، که مدیریت ریسک‌های مالی در بازارهای کالا را، برای این شرکت انجام می‌دهد. در سال ۲۰۱۰ شرکت کارگیل درآمدی معادل ۱۱۶،۶ میلیارد دلار کسب نموده، که نسبت به سال ۲۰۰۹، در حدود ۳،۳۳ میلیارد دلار افزایش درآمد داشته‌است.
شمار کارکنان این شرکت بیش از ۱۴۰٫۰۰۰ نفر می‌باشد، که در شعب مختلف آن، در ۶۶ کشور فعالیت می‌نمایند. شرکت کارگیل ۲۵٪ درصد از صادرات دانه‌های خوراکی ایالات متحده را، به خود اختصاص داده است. شرکت کارگیل همچنین تأمین حدود ۲۲٪ درصد از بازار گوشت داخلی ایالات متحده را نیز بر عهده دارد. کارگیل بزرگترین تولیدکننده مرغ در کشور تایلند است، همچنین، بزرگترین تولیدکننده نمک، در ایالات متحده به‌شمار می‌آید.

## مدیریت ارشد

### هیئت مدیره
اکنون رییس هیئت مدیره شرکت کارگیل؛ گریگوری آر. پیج است. وی که عضو هیچکدام از دو خانواده کارگیل یا مک میلان نیست، پیش از آن مدیرعاملی کارگیل را در دست داشت.
گریگوری پیج در سال ۱۹۷۴ به عضویت شرکت کارگیل درآمد، در دوران مدیریت وارن استالی، سال‌ها معاون مدیرعامل کارگیل بود و در سال ۲۰۰۷ در پی بازنشستگی استالی، به این سمت انتخاب شده بود. پیج تا ۲۰۱۳ مدیر عامل اجرایی کارگیل بود، سپس به ریاست هیئت مدیره این شرکت منصوب گردید.

### مدیرعامل
اکنون مدیرعامل شرکت کارگیل؛ دیوید دبلیو. مک‌لنان است. وی در سال ۲۰۱۳ از سوی هیئت مدیره کارگیل به‌عنوان مدیر عامل اجرایی این شرکت برگزیده شد.
پیش از مک‌لنان، گریگوری پیج مدیرعاملی کارگیل را در دست داشت. پیج در سال ۲۰۰۷ در پی بازنشستگی مدیرعامل پیشین کارگیل؛ وارن استالی به این سمت منصوب شده بود.
استالی نیز در سال ۲۰۰۲ سکان رهبری کارگیل را در دست گرفته بود و در طول ۵ سال ریاست وی بر این شرکت، درآمد سالیانه آن برای نخستین بار، از مرز ۵۰ میلیارد دلار گذشت.

## خانواده کارگیل
خانواده کارگیل، یکی از ثروتمندترین خانواده‌های جهان است، که مالک اصلی شرکت کارگیل محسوب می‌شود.
بنابر اعلام مجله فوربز، چهار نفر از اعضای این خانواده در سال ۲۰۱۰، هر کدام با ثروت ۴٫۵ میلیارد دلار، در جایگاه ۱۷۶ از فهرست ثروتمندترین افراد جهان قرار دارند. این خانواده که به شدت از انظار عمومی کناره‌گیری می‌کنند، از نوادگان ویلیام دبلیو. کارگیل هستند، که شرکت کارگیل را در آیووا و پس از جنگ‌های داخلی آمریکا تأسیس کرد. وی پسر یک کاپیتان دریایی اسکاتلندی بود.
خانواده کارگیل مالک ۹۰٪ درصد این کسب و کار خانوادگی است. از آنجایی که کنترل شرکت کارگیل تقریباً در دست این خانواده است و آن‌ها دارایی‌های دقیق آن را افشا نمی‌کنند، ثروت دقیق این خانواده مشخص نیست.
ویلیام کارگیل در سال ۱۸۶۵ یک انبار خرید و نخستین تأسیسات نگهداری حبوبات در ایالات متحده آمریکا را راه‌اندازی کرد. برادران ویلیام، سام و جیمز هم، به زودی به کسب و کار او پیوستند و دفتر مرکزی شرکت را در لاکروس در ایالت ویسکانسین تأسیس کردند. آن‌ها برای جمع‌آوری و فرآوری حبوبات به گسترش سیستم راه‌آهن کمک بسیاری کردند. این شرکت طی بیش از ۱۴۰ سال رشد بسیاری داشته و تبدیل به یک شرکت عظیم شده‌است.
خانواده کارگیل دو شاخه دارد. پس از مرگ ویلیام کارگیل در سال ۱۹۰۹ داماد او، جان مک‌میلان، شرکت را از بحران بدهی‌ها نجات داد. او با بانک‌های مختلف مذاکره کرد و همچنین برخی از بخش‌های کسب و کار را که روی تجارت حبوبات تمرکز نداشتند، فروخت. او همچنین دفتر مرکزی شرکت را به مینیاپولیس انتقال داد. بنابراین دو شاخه تشکیل دهنده این خانواده عبارتند از:
- مک‌میلان
- کارگیل

این دو خانواده از حوالی سال ۱۸۸۰ خانواده‌های برجسته و ثروتمندی در لاکروس بوده‌اند. شرکت کارگیل از سال ۱۹۹۵ و پس از بازنشستگی ویتنی مک میلان، دیگر توسط خانواده کارگیل مدیریت نمی‌شود.